# Medijski grad
Medijski grad ali grad Medija (nemško Gallenegg) je stal v naselju Podlipovica (Občina Zagorje ob Savi), zahodno od Izlak. Obnovljena je grajska kapelica, v kateri redno potekajo kulturne prireditve (koncerti ...) ter v zadnjih letih tudi poroke. Sam grad ter konjušnico so partizani porušili. Zraven gradu naj bi bil tudi rov, ki je povezoval grad z vrelcem (Medijske toplice), ki pa so ga zasuli.
Na gradu so shranjeni posmrtni ostanki Janeza Vajkarda Valvasorja.